# 德伍德蘭斯 (印地安納州)
德伍德蘭斯（英語：The Woodlands）是位於美國印地安納州布恩縣的一個非建制地區。該地的面積和人口皆未知。

## 地理
德伍德蘭斯的座標為39°55′58″N 86°17′28″W / 39.93278°N 86.29111°W，而該地的平均海拔高度為266米（即873英尺）。